# Profesor Hojo
El Profesor Hojo es un personaje del videojuego Final Fantasy VII. Es el líder del Departamento Científico de Shinra. Participó en el Proyecto Jenova y es el padre biológico de Sephiroth. Está obsesionado con la ciencia, con la que pretende conseguirlo todo. Todo para él ha de tener una base científica, si no, no es válido.

## Final Fantasy VII
Hojo aparece cronológicamente primero en Crisis Core, en el edificio Shinra, donde le ofrece a Zack Fair hacer algunas pruebas, al superarlas, Zack se convierte en uno de sus sujetos para experimentar, añadiendo que solo aparece un guerrero como él cada muchos años.
Poco después en la misma trama, debes rescatar a Hojo del ejército de Génesis, donde él se ofrece a aumentar tus poderes (esto es opcional en el juego) y si aceptas, Zack se mete en una cápsula donde es expuesto a energía Mako, aumentando su fuerza.
Más tarde, en Nibelheim, Hojo retiene a Zack Fair y a Cloud Strife en la mansión del pueblo, en el sótano, donde los somete a una exposición elevada de energía Mako, experimentando con ellos, y dejando a Cloud en un estado leve de coma, aunque finalmente ambos escapan.
Luego en FF VII, Shinra persigue a Aeris porque Hojo piensa que la puede utilizar para encontrar la tierra prometida. Cuando la han capturado y traído al edificio de Shinra le detienen en el proceso de Red XIII. Más adelante en Costa del Sol, Hojo da la indirecta que Sephiroth se dirige al oeste. 
En el cráter del norte, Hojo proporciona otra vez información útil sobre el paradero de Sephiroth. 
Finalmente, Hojo aparece por la vez última en que él secuestra el cañón del mako para ayudar a Sephiroth. Él es uno de los jefes en el juego.

Su última aparición es en Final Fantasy 7 Dirge of Cerberus donde toma el cuerpo de Weiss momentanemanete antes de que éste se revele.
- Datos: Q6087452